# Нідераула
Нідераула (нім. Niederaula) — сільська громада в Німеччині, знаходиться в землі Гессен. Підпорядковується адміністративному округу Кассель. Входить до складу району Герсфельд-Ротенбург.
Площа — 64,17 км2. Населення становить 5344 ос. (станом на 31 грудня 2020).